# بيلهام (نيويورك)
بيلهام (بالإنجليزية: Pelham, New York)‏ هي بلدة أمريكية تقع في الولايات المتحدة في مقاطعة ويستتشستر، نيويورك. يقدر عدد سكانها بـ 12,396 نسمة ومساحتها 5.7 كم2 .

## المناخ
يظهر الجدول التالي التغييرات المناخية على مدار السنة لبيلهام:
| البيانات المناخية لـبيلهام                                               | البيانات المناخية لـبيلهام | البيانات المناخية لـبيلهام | البيانات المناخية لـبيلهام | البيانات المناخية لـبيلهام | البيانات المناخية لـبيلهام | البيانات المناخية لـبيلهام | البيانات المناخية لـبيلهام | البيانات المناخية لـبيلهام | البيانات المناخية لـبيلهام | البيانات المناخية لـبيلهام | البيانات المناخية لـبيلهام | البيانات المناخية لـبيلهام | البيانات المناخية لـبيلهام |
| الشهر                                                                    | يناير                      | فبراير                     | مارس                       | أبريل                      | مايو                       | يونيو                      | يوليو                      | أغسطس                      | سبتمبر                     | أكتوبر                     | نوفمبر                     | ديسمبر                     | المعدل السنوي              |
| ------------------------------------------------------------------------ | -------------------------- | -------------------------- | -------------------------- | -------------------------- | -------------------------- | -------------------------- | -------------------------- | -------------------------- | -------------------------- | -------------------------- | -------------------------- | -------------------------- | -------------------------- |
| الدرجة القصوى °ف (°م)                                                    | 73 (23)                    | 75 (24)                    | 86 (30)                    | 96 (36)                    | 97 (36)                    | 99 (37)                    | 104 (40)                   | 102 (39)                   | 101 (38)                   | 89 (32)                    | 82 (28)                    | 77 (25)                    | 104 (40)                   |
| متوسط درجة الحرارة الكبرى °ف (°م)                                        | 39.2 (4.0)                 | 42.9 (6.1)                 | 51.4 (10.8)                | 62.6 (17.0)                | 73.8 (23.2)                | 81.6 (27.6)                | 86.0 (30.0)                | 83.9 (28.8)                | 76.1 (24.5)                | 65.4 (18.6)                | 55.1 (12.8)                | 43.8 (6.6)                 | 63.5 (17.5)                |
| متوسط درجة الحرارة الصغرى °ف (°م)                                        | 20.1 (−6.6)                | 22.3 (−5.4)                | 29.1 (−1.6)                | 38.4 (3.6)                 | 47.2 (8.4)                 | 56.8 (13.8)                | 62.3 (16.8)                | 60.8 (16.0)                | 53.0 (11.7)                | 41.2 (5.1)                 | 34.6 (1.4)                 | 25.6 (−3.6)                | 41.0 (5.0)                 |
| أدنى درجة حرارة °ف (°م)                                                  | −10 (−23)                  | −5 (−21)                   | 2 (−17)                    | 17 (−8)                    | 29 (−2)                    | 38 (3)                     | 49 (9)                     | 44 (7)                     | 34 (1)                     | 27 (−3)                    | 12 (−11)                   | −4 (−20)                   | −10 (−23)                  |
| الهطول إنش (مم)                                                          | 3.56 (90)                  | 2.84 (72)                  | 4.07 (103)                 | 4.16 (106)                 | 4.33 (110)                 | 3.44 (87)                  | 4.20 (107)                 | 3.93 (100)                 | 4.37 (111)                 | 3.67 (93)                  | 4.09 (104)                 | 3.80 (97)                  | 46.46 (1٬180)              |
| متوسط تساقط الثلوج إنش (سم)                                              | 9.8 (25)                   | 10.9 (28)                  | 6.8 (17)                   | 1.4 (3.6)                  | .2 (0.51)                  | 0 (0)                      | 0 (0)                      | 0 (0)                      | 0 (0)                      | .1 (0.25)                  | .8 (2.0)                   | 8.6 (22)                   | 38.6 (98)                  |
| متوسط الأيام الممطرة (≥ 0.01 in)                                         | 8.5                        | 8.1                        | 9.3                        | 9.8                        | 10.9                       | 9.3                        | 9.0                        | 8.7                        | 7.6                        | 6.7                        | 9.2                        | 9.4                        | 113.4                      |
| المصدر #1: Weatherbase                                                   |                            |                            |                            |                            |                            |                            |                            |                            |                            |                            |                            |                            |                            |
| المصدر #2: Homefacts (precipitation only) The Weather Channel (extremes) |                            |                            |                            |                            |                            |                            |                            |                            |                            |                            |                            |                            |                            |

## معرض صور

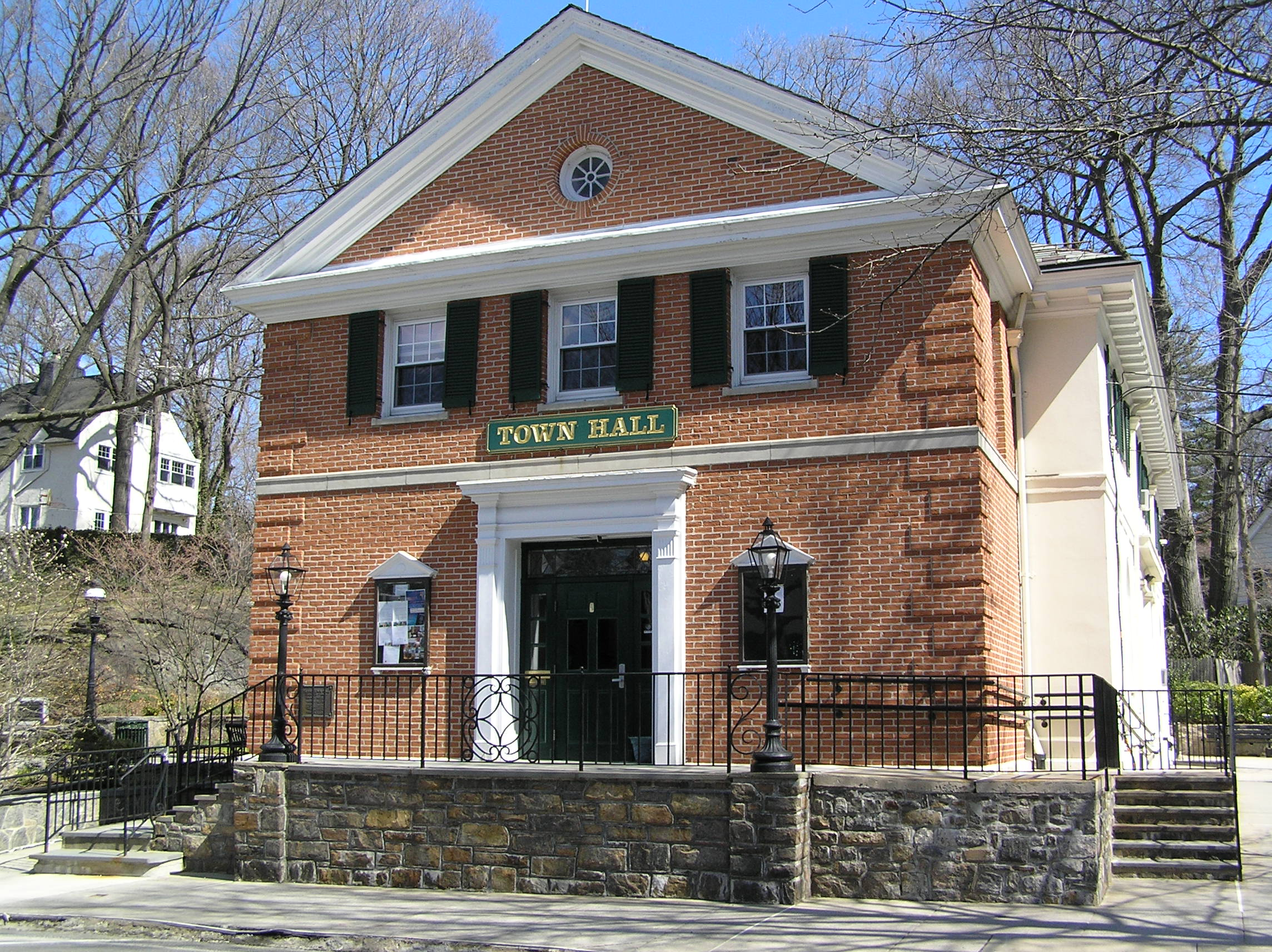
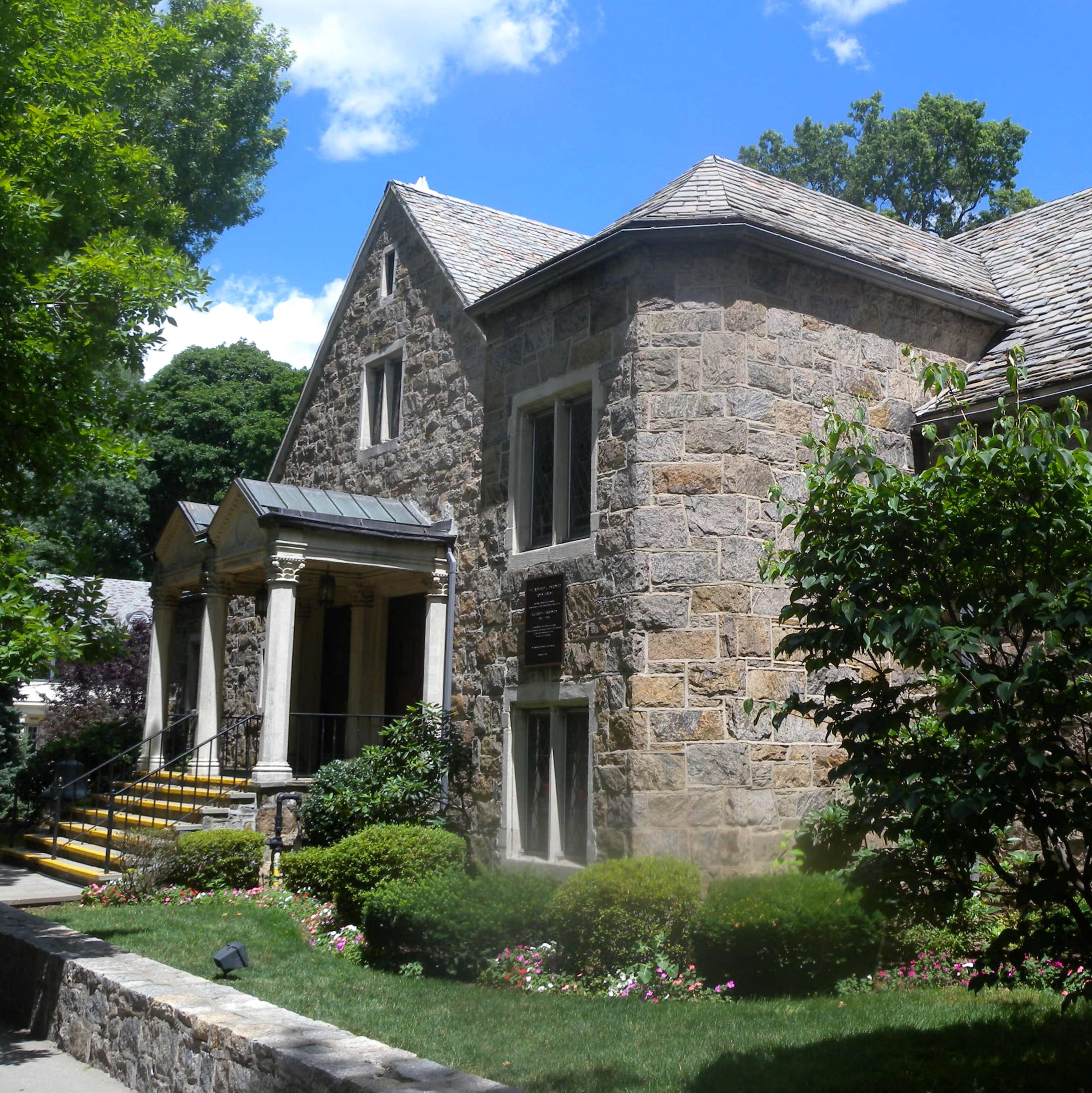
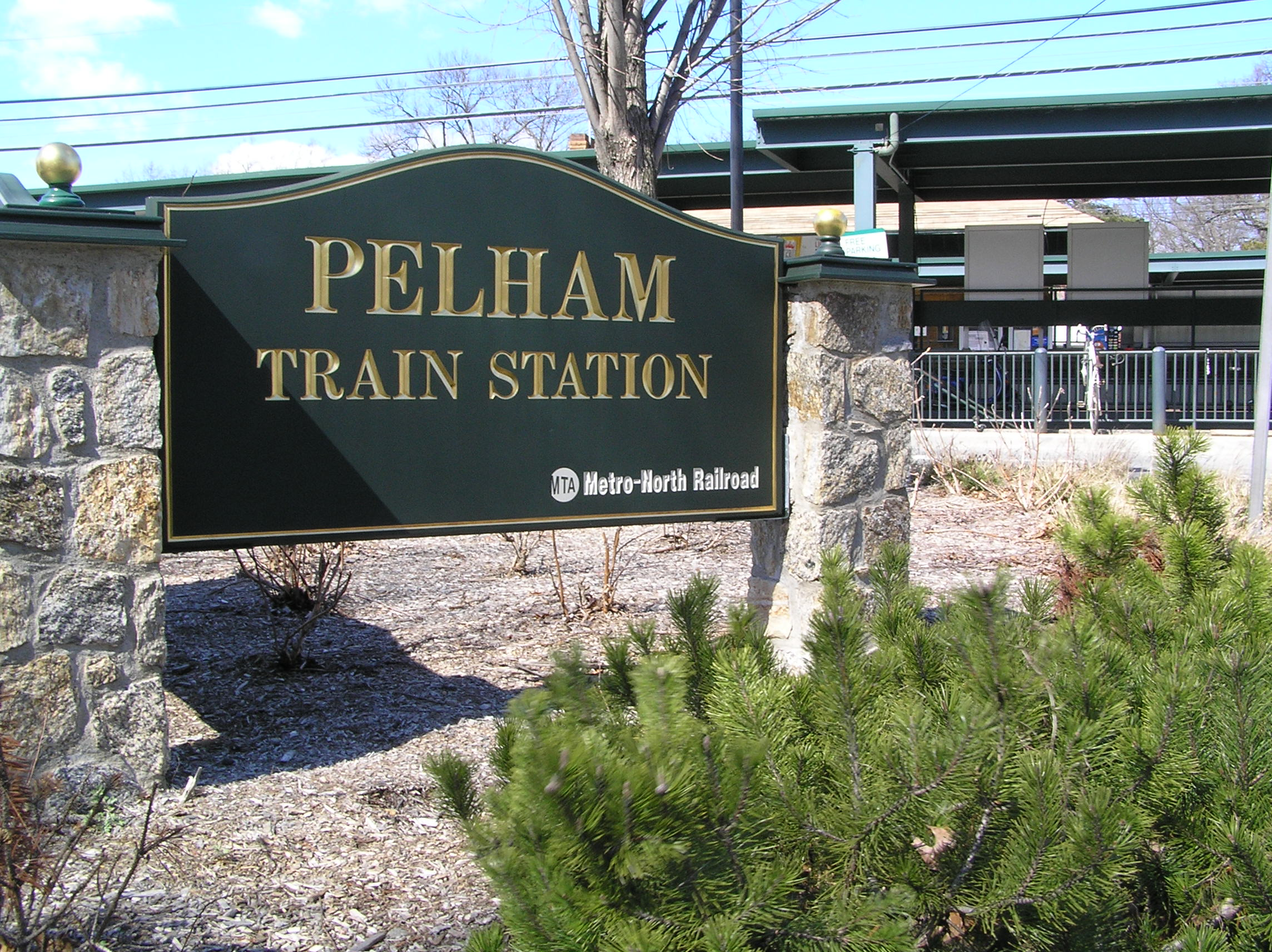

## أعلام
- جيم لانسينغ
- ارين وود
- سكوتي بلوش
- هاري بابكوك
- أوليف كلاين
- جون غوغيغان
- جوزيف هوبير ماغواير
- نيك بوليتيري